# Зелена партія України
Захист — політична партія, заснована 14 березня 2000 року у місті Києві. 
Захист, була політичною організацією громадян, які сприяли відродженню України як незалежної суверенної держави на засадах демократії, самоврядування, гуманізму, об'єднаних ідеєю забезпечення для кожної людини права на життя в екологічно безпечному середовищі.

## Мета діяльності
Основною метою діяльності Захист проголошувалися:    
- сприяння впровадженню державних програм та громадських ініціатив, спрямованих на покращення стану навколишнього середовища ліквідації наслідків Чорнобильської катастрофи та здоров'я громадян;
- безпосередня участь у розв'язанні соціальних, економічних, політичних, природоохоронних й інших проблем шляхом участі у виборчих і виконавчих органах влади.